# Râul Cioiana
Râul Cioiana este un curs de apă, afluent al râului Jiu. Traversarea lui în satul Peșteana-Jiu se face printr-un pod în lungime totală de 38,50 m, aflat pe DN 66 (E79) Filiași - Tg. Jiu la km 37+146. La cca. 200 m de râu se află Dealul Tolanului.